# チェルブル・デ・アウル国際音楽祭
チェルブル・デ・アウル国際音楽祭 (ルーマニア語: Festivalul Internaţional „Cerbul de Aur”、または単にCerbul de Aur) は、 ルーマニアの ブラショフで年に一度開催される音楽祭である。
「チェルブル・デ・アウル」とはルーマニア語で「金の牡鹿」の意味。最初の開催は1968年で、主たる主催者はルーマニア最大のテレビ放送網、ルーマニアテレビ (ルーマニア語: Televiziunea Română)、TVR）である。
催しは主に、ルーマニア国内と外国の有名歌手による、国際コンテストとゲストパフォーマンスの二つの部分から構成されている。長年にわたり、 Jacques Hustin 、ジルベール・ベコー、ジョセフィン・ベーカー、トト・クトゥーニョ、ジェームス・ブラウン、カイリー・ミノーグ、ダイアナ・ロス、クリスティーナ・アギレラ、シンディ・ローパー、ケニー・ロジャース、ジェリー・リー・ルイス、レイ・チャールズ、UB40、INXS、スコーピオンズ、トム・ジョーンズ、リッキー・マーティン、P!NK、シェリル・クロウ、The Kelly Family、t.A.T.u.、ルスラナなどの他、多くの有名なアーティストがこの音楽祭に参加している。
以前は夏期に開催されていたが、近年は少し遅くなり、秋に近い時期に開催されるようになった。2006年には、トップアーティストの参加を確実にするため、春に行う事も検討されていた。また近年、ブラショフ市とルーマニア文化省はイベントへの資金提供の中止を決定し、その後、音楽祭は完全にTVRが後援することになった。

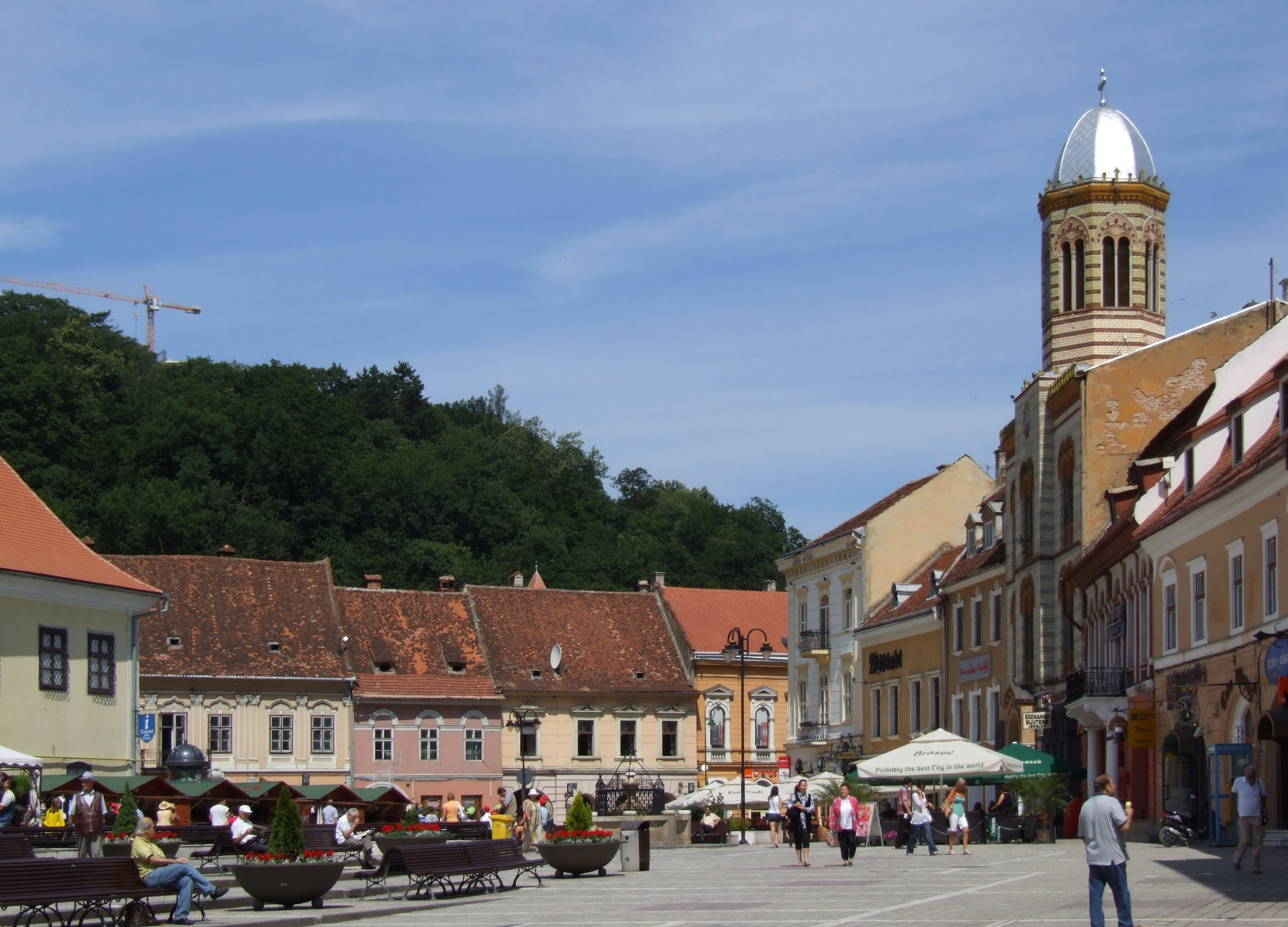
音楽祭が行われるブラショフのスファトゥルイ広場

## 1968年（第1回）
音楽祭は3月5日から10日まで、ドラマティック劇場（Teatrul Dramatic）のホールにて開催された。
ディレクターはトゥドル・ヴォルニクとイリエ・マネスク、オーケストラは指揮者シレ・ディニクに率いられた。司会はステラ・ポペスク、ユリエ・ダリエ。
ルーマニアテレビが専ら組織の仕事に携わり、コンクールの参加者とスターを生み出した。初日は、有名な歌手コンスタンティン・ドラギチによるリサイタルが開催され、コンクールは3月6日から9日に行われた。3月7日には、参加した有名歌手のインタビューとコンクール参加者の経歴が掲載された、第1回音楽祭の公式誌がTVRによって5つの言語で発行された。3月10日、音楽祭の締めくくりにはレストラン「Aro Palace」（当時の名称は「Carpaţi」）で、コンクールの参加者、ゲスト歌手、審査員、ジャーナリストにディナーが振舞われた。 
- 金の牡鹿杯 Jacques Hustin  ベルギー
- 2位（銀の牡鹿杯）Josef Laufer  チェコスロバキア
- 3位（銅の牡鹿杯）Kalinka  ベルギー
- 審査員特別賞
  - Margareta Pîslaru  ルーマニア
  - Marion Rung  フィンランド
  - Ursula Szypinska  ポーランド

- ゲスト歌手: コンスタンティン・ドラギチ、Los Machucambos、Gică Petrescu、Hugues Aufray、Caterina Casseli、Edith Pieha、アマリア・ロドリゲス、Rika Zarai、リタ・パヴォーネ、 Maria Mitiieva、 ボビー・ソロ、ジャン＝クロード・パスカル(en)

## 1969年（第2回）
第2回大会は3月5日から10日にかけて、ブラショフで開かれた。司会はサンダ・ツァラヌとシルヴュ・スタンクレスク（舞台）、アンドレイ・マグラ（ラジオ）。
前日には、「Casa Armatei」にて、コンスタンティン・クルトゥナ市長によって歓迎のカクテルが振舞われた。フェスティバルは世界中の25のテレビ局で放送された。ホテル「Aro Palace」でゲスト歌手、コンテストの参加者、ジャーナリストと審査員が招待されたディナーパーティーが開催され、閉会した。
なお、この年のコンテストにはフリオ・イグレシアスも参加している。
- 金の牡鹿杯 Luminiţa Dobrescu  ルーマニア
- 銀の牡鹿杯 Hanja Pazeltova  チェコスロバキア
- 銅の牡鹿杯 Conny Vink  オランダ
- 特別賞
  - Roy Black （審査員特別賞） ドイツ
  - Anda Călugăreanu（特別賞） ルーマニア
  - Mihaela Mihai （特別賞） ルーマニア
  - Frida Boccara （特別賞） フランス
- ゲスト歌手: クリフ・リチャード、Ilinca Cerbacev、Ghiuli Cioheli、テレザ・ケソヴィヤ、Udo Jürgens、Waldemar Matuška、Barbara、Margareta Pîslaru、ジリオラ・チンクェッティ、Frankie Avalon、中尾ミエ、ジュリエット・グレコ

## 1995年（第8回）
8月30日 - 9月3日、ブラショフのスファトゥルイ広場にて開催。司会はトニー・グレクとダニエラ・ガムレスクで、32の参加者がトロフィーを目指して競った。ステイタス・クォー、2 アンリミテッド、テンプテーションズ、M.C.ハマー、ケニー・ロジャース、Gyuri Pascu、ベリンダ・カーライルによる舞台もあり、日本、スペイン、フィンランド、インドネシア、フィリピン、リトアニアのテレビで放送された。
- 金の牡鹿杯 : Nogu Svelo (Cramps in the Leg)  ロシア

- ビデオコンテスト
  - 1位: Silvia Dumitrescu  ルーマニア
  - 2位: Michael B  カナダ
  - 3位: Li Na  中国

- デビューコンテスト
  - 1位: Devon Niko  カナダ
  - 2位: Aureo Baquiero  メキシコ
  - 3位: Silvia Dumitrescu  ルーマニア

- 歌手コンテスト
  - 1位: Luo Zongxu  中国
  - 2位: Jan Werner  ノルウェー
  - 3位: Eka Deli  インドネシア

## 1996年（第9回）
- 金の牡鹿杯 : モニカ・アンゲル  ルーマニア

- ビデオコンテスト
  - 1位: Zhang Mai  中国
  - 2位: Petroleum Jell  アメリカ合衆国
  - 3位: Viktor Zinchuk  ロシア

- デビューコンテスト
  - 1位: Garrett Wall  アイルランド
  - 2位: Laurenţiu Cazan  ルーマニア
  - 3位: Taste of Joy  ベルギー

- 歌手コンテスト
  - 1位: Garrett Wall  アイルランド
  - 2位: Brenda K. Starr  アメリカ合衆国
  - 3位: Yesim Donus Isim  トルコ

## 2004年（第14回）
- 金の牡鹿杯 : Eleonor Cassar  マルタ
- 1位:  ルーマニア
- 2位:  ジョージア
- 3位:  アルゼンチン

## 2005年（第15回）
- 金の牡鹿杯 : Linda Valori  イタリア
- 1位:  バヌアツ
- 2位:  ルーマニア
- 3位:  マルタ

2006年・2007年は開催なし。

## 2008年（第16回）
- 金の牡鹿杯 : Razvan Krivach「Too Much Love Will Kill You」 ルーマニア
- 2位: Biondo「Shine」 スウェーデン
- 3位: Tony Poptamas「The Universe」 ルーマニア
- 審査員特別賞: 3nity  フランス

## 2009年（第17回）
- 金の牡鹿杯 : Antonino  イタリア
- 2位: The Marker  ルーマニア
- 3位: Ovidiu Jacobsen  ノルウェー

2010年・2017年は開催なし。

## 2018年（第18回）
- 金の牡鹿杯 : Inis Neziri アルバニア
- 1位: Olivier Kaye  ベルギー
- 2位: Antonia Gigovska マケドニア共和国
- 3位: Kelly Joyce  フランス